# Telephanus obscurus
Telephanus obscurus es una especie de coleóptero de la familia Silvanidae.

## Distribución geográfica
Habita en Venezuela.